# Haydn Inlet
Das Haydn Inlet ist eine vereiste Bucht an der Westküste der westantarktischen Alexander-I.-Insel zwischen dem Mozart-Piedmont-Gletscher und dem Händel-Piedmont-Gletscher.
Erstmals bei einem Überflug gesichtet und anschließend grob kartiert wurde es von Teilnehmern der United States Antarctic Service Expedition (1939–1941). Weitere Luftaufnahmen entstanden bei der Ronne Antarctic Research Expedition (1947–1948). Diese dienten dem britischen Geographen Derek Searle vom Falkland Islands Dependencies Survey 1960 für eine weitere Kartierung. Das UK Antarctic Place-Names Committee benannte die Bucht 1961 nach dem österreichischen Komponisten Joseph Haydn (1732–1808).